# Castelmarte
Castelmarte es una localidad y comune italiana de la provincia de Como, región de Lombardía, con 1.247 habitantes.

## Evolución demográfica
| Gráfica de evolución demográfica de Castelmarte entre 1861 y 2001 |
|                                                                   |
| Fuente ISTAT - elaboración gráfica de Wikipedia                   |